# Aetholopus
Aetholopus là một chi xén tóc thuộc phân họ Lamiinae, gồm các loài sau đây:
- Aetholopus exutus Pascoe, 1865
- Aetholopus halmaheirae Breuning, 1982
- Aetholopus lumawigi Hayashi, 1976
- Aetholopus papuanus Breuning, 1948
- Aetholopus scalaris Pascoe, 1865
- Aetholopus sericeus Breuning, 1938
- Aetholopus thylactoides Breuning, 1958